# Батыршина, Яна Фархадовна
Яна Фархадовна Батыршина (род. 7 октября 1979, Ташкент, Узбекская ССР, СССР) — российская спортсменка, представляла художественную гимнастику в индивидуальных упражнениях. Серебряная призерка Олимпийских игр, заслуженный мастер спорта России.

## Биография
Родилась в Ташкенте в семье еврейки и татарина.
Заниматься художественной гимнастикой начала с 5 лет (1984). Первый тренер — Валентина Андреевна Чернова.
В девять лет прошла сложнейший отбор в сборную Узбекской ССР. Через год была принята в молодёжную сборную СССР. После распада СССР вместе с родителями переехала в Россию, где продолжила занятия спортом в Новогорском гимнастическом центре у И. А. Винер, как член сборной России.
Тренер Наталья Кукушкина занималась постановкой программ для выступлений спортсменки
В 1998 году ушла из большого спорта.
За спортивную карьеру завоевала 180 медалей, из них серебряную награду олимпийских игр, 7 золотых медалей чемпионата мира и 5 наград высшего достоинства первенства Европы, а также более 40 кубков. Награждена медалью ордена «За заслуги перед Отечеством» II степени (1997).
В двадцать лет стала главным тренером сборной Бразилии по художественной гимнастике. В 2001 году окончила Харьковский институт физкультуры.
В 2000 году начала карьеру на телевидении. Была ведущей программы «До 16 и старше» на ОРТ. В 2001—2002 годах вела спортивные выпуски новостей на телеканале «Столица». С 2002 по 2009 год — ведущая информационных программ «Вести-Спорт» и «Вести-Спорт. Местное Время. Москва» на телеканале «Россия», а с 2003 года также и на телеканале «Спорт».
Была ведущей спортивной национальной премии «Слава» (2003, 2004, 2006, 2008 гг.), а также телепередач «Форт Боярд» (2002), «Народный артист» (2004), «Займись спортом» (2010).
На Олимпийских Играх в Ванкувере была ведущей русского дома Сочи-2014. Была ведущей интеллектуального шоу для школьников «Один против всех» на телеканале «Карусель» (2013—2016) и «Олимпийского канала» из Сочи на телеканале «Спорт Плюс» (совместно с Михаилом Шацем, 2014).
С 23 января 2021 года является ведущей программы «Все на Матч» на телеканале «Матч ТВ».

## Личная жизнь
C 2004 года замужем за продюсером Тимуром Вайнштейном. Имеет двух дочерей — Мариам, Айлу и сына Леонида.

## Общественная деятельность

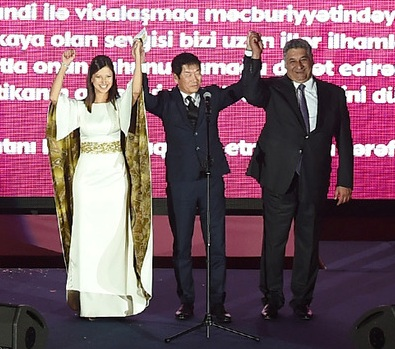
Вместе с Моринари Ватанабэ и Азадом Рагимовым на церемонии открытия чемпионата мира по художественной гимнастике.

С лета 2010 года стала одним из послов антидопингового проекта «Послы честного спорта».
В декабре 2017 года вступила в ряды команды Putin Team, поддерживающей политику действующего президента России.
В 2019 году стала послом чемпионата мира по художественной гимнастике, который проходил в Баку.

## Спортивные результаты

### 1990 год
- Первенство СССР г. Навои, Узбекистан. Многоборье: 1 место (среди девочек 79 г. р.). Отдельные виды: обруч — 1 место, булавы — 3 место.
- Первенство Узбекистана г. Бухара Многоборье: 1 место

### 1991 год
- Первенство СССР г. Симферополь, Многоборье: 3 место

### 1992 год
- Турнир «Олимпийские надежды» г. Пенза Многоборье: 1 место
- Кубок СНГ г. Москва Многоборье: 9 место

### 1993 год
- Чемпионат России среди юниоров г. Пенза Многоборье: 1 место
- Первенство России среди юниоров г. Астрахань Многоборье: 1 место
- Чемпионат Европы среди юниоров г. Бухарест, Румыния Многоборье: 2 место Отдельные виды: скакалка — 1, мяч — 2, булавы — 1, лента — 2.

### 1994 год
- Чемпионат Европы г. Салоники, Греция Командное первенство: 4 место Многоборье: 15 место
- Кубок мира г. Париж, Франция Многоборье: 9 место Отдельные виды: лента — 6.

### 1995 год
- Чемпионат России Санкт-Петербург Многоборье: 2 место Отдельные виды: скакалка — 2, обруч — 1, мяч — 3, булавы — 1, лента — 1.
- Этап Кубка Европы г. Каламата, Греция Многоборье: 4 место
- Этап Кубка Европы, Международный турнир на призы журнала «Мир женщины» г. Москва, Россия Многоборье: 4 место
- Этап Гран-при г. Корбель-Эссон, Франция Многоборье: 3 место
- Этап Гран-при г. Льеж, Бельгия Многоборье: 3 место
- Финал Кубка Европы г. Телфорд, Англия Многоборье: 2 место Отдельные виды: скакалка — 3, мяч — 3, булавы — 2, лента — 1.
- Кубок России г. Москва Многоборье: 1 место Отдельные виды: скакалка — 3, мяч — 1, булавы — 1, лента — 1.
- Чемпионат мира среди клубов г. Чиба, Япония Командное первенство: 3 место.
- Финал Гран-при г. Девентер, Голландия Многоборье: 3 место Отдельные виды: скакалка — 1, мяч — 2, булавы — 2, лента — 5.
- Чемпионат мира г. Вена, Австрия Командное первенство — 1 место. Многоборье: 3 место Отдельные виды: скакалка — 5, мяч — 1, лента — 4.

### 1996 год
- Чемпионат России г. Москва Многоборье: 1 место Отдельные виды: скакалка — 1, мяч — 3, булавы — 1, лента — 2.
- Этап Гран-при г. Любляна, Словения Многоборье: 2 место.
- Кубок России г. Москва Многоборье: 1 место Отдельные виды: скакалка — 1, булавы — 1, лента — 1.
- Этап Гран-при г. Корбель-Эссон, Франция Многоборье: 3 место.
- Чемпионат Европы г. Аскер, Норвегия Командное первенство: 4 место Многоборье: 2 место Отдельные виды: скакалка — 4, мяч — 2.
- Чемпионат мира в отдельных видах г. Будапешт, Венгрия Скакалка — 5, лента — 2.
- XXVI Олимпийские Игры г. Атланта, США Многоборье: 2 место.
- Чемпионат мира среди клубов г. Чиба, Япония Командное первенство: 1 место.
- Этап Гран-при г. Девентер, Голландия Многоборье: 3 место
- Финал Гран-при г. Вена, Австрия Многоборье: 1 место.

### 1997 год
- Этап Гран-при г. Каламата, Греция Многоборье: 1 место Отдельные виды: скакалка — 1, обруч — 2, булавы — 3, лента — 2.
- Этап Гран-при г. Любляна, Словения Отдельные виды: скакалка — 1, обруч — 2, булавы — 4, лента — 1.
- Этап Гран-при г. Людвигсбург, Германия Отдельные виды: скакалка — 2, обруч — 2, булавы — 1, лента — 1.
- Международный турнир г. Корбель-Эссон, Франция Многоборье: 3 место.
- Чемпионат Европы г. Патры, Греция Многоборье: 8 место. Отдельные виды: скакалка — 2, булавы — 2, лента — 1.
- Чемпионат мира среди клубов г. Чиба, Япония Командное первенство: 1 место.
- Кубок России г. Москва Многоборье: 1 место Отдельные виды: скакалка — 1, обруч — 1, булавы — 3, лента — 2.
- Финал Гран-при г. Девентер, Голландия Отдельные виды: скакалка — 4, обруч — 1, булавы — 5, лента — 1.
- Чемпионат мира г. Берлин, Германия Командное первенство: 1 место Многоборье: 3 место Отдельные виды: скакалка — 1, обруч — 5, булавы — 2.

### 1998 год
- Этап Гран-при г. Киев, Украина Многоборье: 2 место Отдельные виды: скакалка — 1, обруч — 2, булавы — 1, лента — 1.
- Этап Гран-при г. Братислава, Словакия Многоборье: 3 место Отдельные виды: скакалка — 2, обруч — 1, булавы — 4, лента — 1.
- Чемпионат России г. Санкт-Петербург Многоборье: 1 место.
- Этап Гран-при г. Бохум, Германия Многоборье: 1 место Отдельные виды: скакалка — 1, обруч — 1, булавы — 2, лента — 1.
- Чемпионат мира в отдельных видах г. Севилья, Испания Отдельные виды: скакалка — 3, обруч — 3, булавы −1, лента — 5.
- Международный турнир г. Корбель-Эссон, Франция Многоборье: 1 место.п
- Чемпионат Европы г. Порту, Португалия Командное первенство: 3 место. Многоборье: 3 место. Отдельные виды: скакалка — 1, обруч — 2, лента — 2.